# Peaceful World
Peaceful World è l'ottavo album in studio del gruppo musicale statunitense The Rascals, pubblicato nel 1971.

## Tracce
Side 1
1. Sky Trane – 5:47
2. In and Out of Love – 3:13
3. Bit of Heaven – 3:30
4. Love Me – 3:48

Side 2
1. Mother Nature Land – 3:31
2. Icy Water – 4:31
3. Happy Song – 3:42
4. Love Letter – 5:27

Side 3
1. Little Dove – 6:30
2. Visit to Mother Nature Land – 5:04
3. Getting Nearer – 8:57

Side 4
1. Peaceful World – 21:25